# Claes Magnus Lewenhaupt

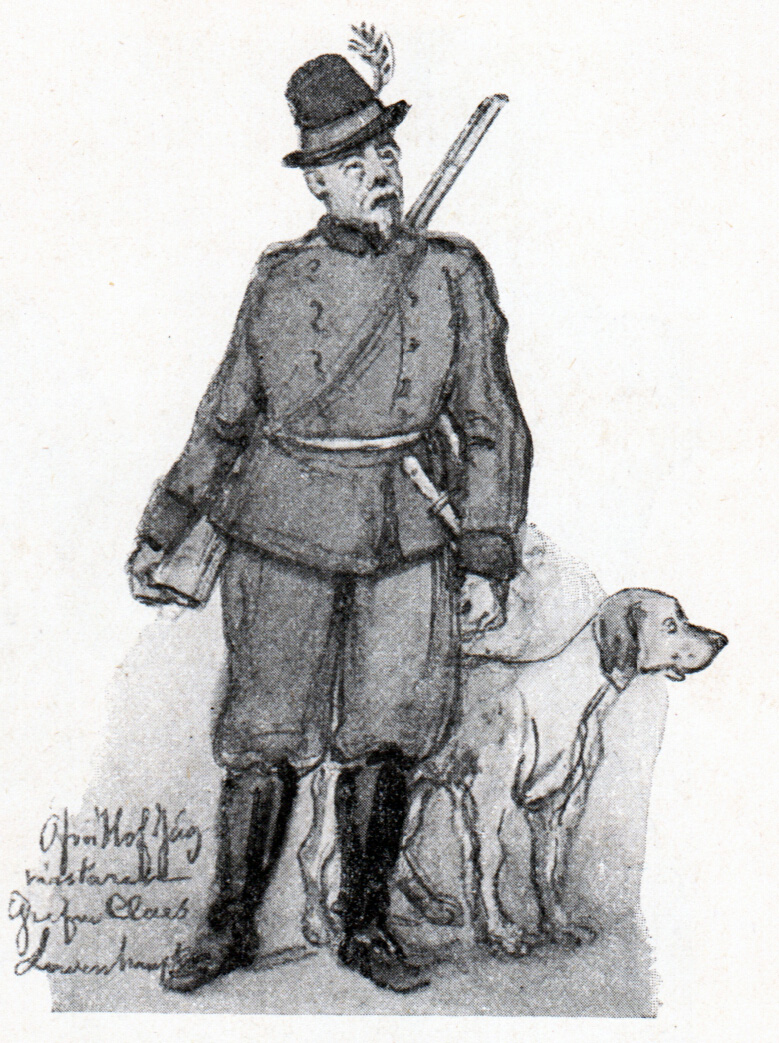
Öfverhofjägmästaren Grefven Claes Lewenhaupt. Målning utförd av Fritz von Dardel.

Claes Magnus Lewenhaupt, född 16 januari 1816 i Östra Vingåkers församling, Södermanlands län, död 1 april 1882 i Jakob och Johannes församling, Stockholms stad (folkbokförd i Östra Vingåkers församling, Södermanlands län), var en svensk greve, överhovjägmästare och riksdagsman.
Lewenhaupt var ledamot av riksdagens första kammare 1875–1882 för Södermanlands läns valkrets.